# Orlaja
Orlaja (Orlaya G.F. Hoffmann) – rodzaj roślin należący do rodziny selerowatych. Obejmuje 3–5 gatunków. Występują one w środkowej i południowej Europie, w północno-zachodniej Afryce oraz w Azji Centralnej. Orlaja wielkokwiatowa O. grandiflora bywa uprawiana jako ozdobna, także w Polsce.

## Morfologia
PokrójNagie lub w dolnej części pędów owłosione rośliny jednoroczne o pędzie pojedynczym lub rozgałęziającym się i osiągającym do 40–80 cm wysokości.
LiściePodwójnie do potrójnie pierzasto złożonych.
KwiatyZebrane w baldaszki, a te z kolei w baldachy złożone. Pokrywy i pokrywki są nieliczne, lancetowate. Działki kielicha drobne lub całkiem zredukowane. Płatki korony białe lub różowe, płatki kwiatów znajdujących się po zewnętrznej stronie baldachów są wyraźnie powiększone.
OwoceRozłupnie rozpadające się na dwie rozłupki, brzusznie spłaszczone, jajowate, z żebrami, przy czym między nagimi żebrami podstawowymi znajdują się żebra dodatkowe opatrzone pojedynczym lub podwójnym rzędem kolców.

## Systematyka
Pozycja systematyczna
Rodzaj w obrębie rodziny selerowatych (baldaszkowatych) Apiaceae klasyfikowany jest do podrodziny Apioideae, plemienia Scandiceae i podplemienia Daucinae.
Wykaz gatunków
- Orlaya daucoides (L.) Greuter
- Orlaya daucorlaya Murb.
- Orlaya grandiflora (L.) Hoffm. – orlaja wielkokwiatowa[7]